# ニューパルサーV
ニューパルサーV（NEW PULSAR V）は、2007年6月に山佐から発売されたパチスロ（5号機）。山佐の5号機としては3機種目（沖スロを除く）となる。保通協に登録された型式名はニューパルサーV-G。
パチスロ史上初のメインリール4リール機である。

## スペック

### 役構成
| リール        | リール   | リール            | リール                    | 配当                      |
| 第1           | 第2      | 第3               | 第4                       | 配当                      |
| ------------- | -------- | ----------------- | ------------------------- | ------------------------- |
| 赤7           | 赤7      | 赤7               | ニューパルサー            | ビッグボーナス            |
| ケロット      | ケロット | ケロット          | ニューパルサー            | ビッグボーナス            |
| BAR           | BAR      | BAR               | ニューパルサー            | レギュラーボーナス        |
| オレンジ ベル | ANY      | BAR オレンジ ベル | ベルオレンジ オレンジベル | 10枚（3BET） 15枚（2BET） |
| ANY           | ANY      | ANY               | チェリー                  | 1枚（3BET） 15枚（2BET）  |
| ANY           | ANY      | ANY               | リプレイ                  | リプレイ                  |

### 注意
- 通常時は3BETのみ、ビッグボーナスおよびレギュラーボーナス中は2BETのみ可能である。
- 3BETの最大払い出し枚数は10枚、2BETの最大払い出し枚数は15枚である。
- ビッグボーナスは払い出し枚数360枚で終了し、獲得枚数は312枚である。
- レギュラーボーナスは払い出し枚数180枚で終了し、獲得枚数は156枚である。
- 複数の絵柄が記載されているリールは、その中のどの絵柄が停止してもよい。
- 「ANY」と記載されているリールは、どの絵柄が停止してもよい。
- チェリーは必ず5ライン重複となるため、通常時の払い出し枚数は5枚である。
- 「ニューパルサー」はニューパルサーのロゴが描かれた絵柄である。
- 「ベルオレンジ」は1つの絵柄の中に左にベル、右にオレンジが描かれているもので、「オレンジベル」はその逆である。

## メインリール4リール機
パチスロのリールは3個が普通で、これまでにもリールを4個以上搭載したパチスロは発売されていたが、それらは3個のリールがボーナスや小役、リプレイの役の当たりはずれを決定するメインリールで、4個目以上のリールは役の当たりはずれの決定には全く関係しない演出用のサブリール（山佐では「テトラリール」と呼ばれていたもの）であった。
ニューパルサーVはそれらの台とは異なり、メインリールを4個搭載し、4個のリールすべてが役の当たりはずれの決定に関係するという全く新しい構想である。ただし、「役の当たりはずれの決定に関係する」というのはあくまでもパチスロの規則上の話であり、役によってはどの停止位置でも当たりになり、事実上役の当たりはずれの決定には関係しないリールが存在する。メインリールが4個になったことにより、規則上の出目の数が213=9261個から214=194481個と大幅に増えることになった。
サブリールを搭載した機種ではサブリールには停止ボタンはなく、停止ボタンもメインリールの数と同じ3個であったが（例外としてダイドー（現：ビスティ）のギガフィーバーのみ演出用の第4ボタンが存在した）、ニューパルサーVではメインリールが4個であるため、停止ボタンも4個存在する。
第4リールは従来の3リールの右側に付け加えられた形になっている。第1～第3リールは上中下段の3コマが有効であるが、第4リールは第1～第3リールの中段に当たる1コマのみが有効になっており、表示されるのも中段だけである。有効ラインは5ラインで、第1～第3リールの有効ラインは通常のパチスロの5ラインと同じであり、それに第4リールの中段1コマを含めた形になっている。文字で表すと第1リールから順に中中中中・上上上中・下下下中・上中下中・下中上中である。

## ニューパルサーの再現
ニューパルサーVの目的は「4号機のニューパルサーの出目を完全再現すること」である。5号機ではフラグが成立していない小役絵柄をはずすことによって、フラグが成立しているリプレイ絵柄やボーナス絵柄の引き込みを妨害して取りこぼすようなリール制御が禁止されている。この制限のため、5号機では一部のリール配列にも制約が生じている。したがって、通常の方法では4号機のリール制御やリール配列を再現することができなかった。
ニューパルサーVではメインリールが4個あるために第1～第3リールだけでは役が決定しないのと、役構成を工夫してボーナス以外では第1～第3リールをほとんどの位置で当たりにし、第4リールの有効なコマを1コマのみにすることによって、フラグが成立している役のみが第4リールに出現するようにしている。これにより、第1～第3リールだけで見ればニューパルサーの出目を完全再現することが可能になり、ニューパルサー同様の「山佐パターン」と呼ばれる多彩なリーチ目を演出している。
しかし、4号機のニューパルサーと異なる点もいくつかある。
- 第1リールにチェリーが出現しても払い出しがないことがあるが、これはニューパルサーVで新たに搭載されたリーチ目である（BIGボーナス確定）。逆に、第1～第3リールでベルまたはオレンジが揃っていないのに10枚の払い出しが得られることがあるが、これはニューパルサーでの小役の取りこぼし目であり、ただの小役である。チェリーでも同様なことがおこる。
- 通常時、ボーナス中ともに適当押しでも小役およびリプレイの取りこぼしは一切ない（ボーナス成立時（特に第4リールから止めた場合）を除く）。また、第4リールの目押しはボーナス絵柄を揃えるときも含めて一切不要である。5号機であるため、ニューパルサーで通用していたリプレイハズシは通用しない。
- 4号機ニューパルサーではBIGボーナスが成立していれば7,蛙どちらでも揃えることができたが、5号機ニューパルサーVでは7と蛙は別フラグとなっている。7揃いBIG専用のリーチ目、蛙揃いBIG専用のリーチ目もある。
- 通常時は3枚掛け専用となっているため、4号機のニューパルサーのように1枚がけでボーナスを揃えることはできない。
- 4号機ニューパルサーには小役カウンターが搭載されており、小役の抽選確率が払い出し状況によって上下していたが5号機では常に一定確率である。ただ、前述の通り小役の取りこぼしはないので気にする必要はない。

ニューパルサーに搭載されていない液晶画面、告知ランプ、リプレイタイム（RT）やアシストタイム（AT）などはニューパルサーVでも搭載されていない。また、5号機で一般的となっているボーナスと小役やリプレイとの同時成立もない。ただし、ボーナスフラグ成立ゲームで左リールにチェリーつきのリーチ目が出現することはある。前述の、第1リールにチェリーが出現しても払い出しのない例がこれである。
ビッグ、レギュラー共大当たり中の音楽は4号機ニューパルサーのアレンジである。ビッグは7、蛙で曲が異なる。また、プレミアムとしてビッグ後50クレジット以内にビッグを連荘させると4号機のニューパルサーの曲に変わる。